# Brăgăreasa, Buzău
Brăgăreasa este un sat în comuna Scutelnici din județul Buzău, Muntenia, România. Se află în zona de câmpie din sudul județului, la limita cu județul Ialomița. În principal locuitorii acestui sat se ocupă cu agricultura.